# Signaling (Wirtschaftswissenschaften)
Signaling ist ein Teil der Informationsökonomie und versucht die Probleme der Prinzipal-Agent-Theorie zu lösen. Der Agent hat mehr Informationen über einen Sachverhalt als der Prinzipal und versucht daher dem Prinzipal Signale zu senden, die dessen Unsicherheit verringern und diesen zu einem Vertragsabschluss bewegen. Ziel dabei ist es, die Adverse Selektion zu verhindern und ein für beide Seiten befriedigendes Marktergebnis herzustellen. Begründer dieser Theorie ist Michael Spence, der seine Theorie zum Arbeitsmarkt 1973 veröffentlichte.

## Grundidee
Damit Verkäufer von qualitativ hochwertigen Produkten durch Adverse Selektion nicht aus einem Markt ausscheiden müssen, müssen sie dem Kunden signalisieren, dass ihr Produkt besser ist als das des Konkurrenten. Ein gängiges Beispiel ist der Gebrauchtwagenmarkt. Autokäufer (Prinzipals) wissen beim Kauf eines Autos nicht über dessen genauen Zustand Bescheid und fürchten daher vom Verkäufer (Agent) beim Kauf betrogen zu werden und so deutlich zu viel Geld zu bezahlen. Bietet der Verkäufer aber eine Garantie über mehrere Jahre an, sendet er dadurch dem Käufer ein Signal für die hohe Qualität des Produkts. Bei einem niedrigwertigen Produkt wäre es ziemlich teuer, eine solche Garantie anzubieten, da eine größere Wahrscheinlichkeit besteht, dass diese in Anspruch genommen wird.
Diese Grundidee ist auf sehr viele ökonomische Sachverhalte anwendbar und bietet für beide Seiten eine Lösung des Problems der asymmetrischen Informationen. Michael Spence formulierte dieses Konzept erstmals Anfang der 1970er Jahre anhand des Arbeitsmarktes. Will der Prinzipal wirklich etwas über den Agent (Signalsender) erfahren, muss es einen Unterschied im ökonomischen Nettonutzen der Sendung eines Signals geben. Das bedeutet auf das Beispiel bezogen, ist es für einen Hersteller eines höherwertigen Produktes deutlich billiger, eine Garantie auszusprechen, als für einen Hersteller eines niedrigwertigen Produktes, da hierbei die Garantie deutlich seltener in Anspruch genommen werden würde. Erweitert wird der Ansatz in der allgemeinen Vertragstheorie. Signale sind umso glaubwürdiger, je höher die Kosten im Falle des Sendens falscher Signale ausfallen.

## Spence’s Arbeitsmarktmodell

### Grundmodell
Spence’s Modell aus dem Jahr 1973 bezieht sich auf den Arbeitsmarkt, da es hier große Informationsasymmetrien gibt. Die Informationen auf dem Arbeitsmarkt zwischen Arbeitgeber und Arbeitnehmer sind ungleich verteilt, weshalb der Arbeitgeber einen Informationsnachteil gegenüber dem Bewerber hat. Will er jemand neues einstellen, weiß er zu diesem Zeitpunkt noch nicht ausreichend über die Fähigkeiten des Bewerbers Bescheid. Das Modell geht davon aus, dass es zwei unterschiedliche Typen von Arbeitnehmern gibt, nämlich produktivere und unproduktivere. Der Anteil von Arbeitern an produktiveren und unproduktiveren Arbeitern liegt bei jeweils 50 %. Des Weiteren produzieren Unternehmen bei vollständiger Konkurrenz und machen daher keinen Gewinn.
Das Problem für die produktiveren Arbeiter besteht darin, dass sie der Arbeitgeber ohne Signaling nicht von einem unproduktiveren unterscheiden kann. Diese Annahme ist sicherlich aufgrund von Probezeiten und Assessment-Centern übertrieben, gibt das Problem aber sehr gut wieder. Unter diesen Gesichtspunkten stellt sich dann ein Gleichgewichtslohn ein, der zwischen dem Lohn des produktiveren und des unproduktiveren Arbeitnehmers liegt. Für den produktiveren Arbeiter ist das unzufriedenstellend, sodass er versuchen wird, dem Arbeitgeber seine höhere Produktivität zu signalisieren. Dies macht er anhand eines Studienabschlusses. Der Grundgedanke von Spence ist dabei einfach: Die Ausbildung wird für den produktiveren der beiden Arbeiter einen niedrigeren Aufwand, also geringere Kosten bedeuten und lohnt sich daher eher. Aus diesem Grund lässt sich ein Signaling für den Arbeitnehmer herbeiführen, bei dem er seine Kompetenzen signalisieren kann.

### Mathematische Betrachtung
Daten des Modells
| Gruppe                  | Grenzprodukt | Kosten der Ausbildung pro Jahr |
| ----------------------- | ------------ | ------------------------------ |
| Produktivere Arbeiter   | 2            | K/2                            |
| Unproduktivere Arbeiter | 1            | K                              |

Man nimmt dabei an, dass produktivere Arbeiter doppelt so produktiv sind und die Kosten der Ausbildung (K) für diese Gruppe pro Jahr halbiert sind.
Aus den Angaben der Tabelle ergibt sich, dass die Kosten für die komplette Ausbildung des unproduktiveren Arbeiters doppelt so hoch sind wie die des produktiveren.
Aufgrund der höheren Wertschöpfung ist der Arbeitgeber bereit, dem Arbeitnehmer einen höheren Lohn zu bezahlen.
Ein produktiverer Arbeiter muss sich jedoch, um ein höheres Gehalt verlangen zu können, vom unproduktiveren unterscheiden können.
Der Arbeitgeber bezahlt eine Gesamtprämie (B) für jeden, der einen Hochschulabschluss vorweisen kann.
Damit sich ein Hochschulabschluss lohnt, muss der Nettonutzen (NB) aus dem Abschluss größer als 0 sein.
Für produktive Arbeiter gilt:
NB produktivere Arbeiter = B-C produktivere Arbeiter > 0

NB unproduktivere Arbeiter = B- C unproduktivere Arbeiter < 0

Ein Studienabschluss lohnt sich also nur für produktivere Mitarbeiter, für unproduktivere jedoch nicht. Er wird sich gegen ein Studium entscheiden, da seine Kosten zu hoch sind. Ein produktiverer Arbeiter kann so Signaling betreiben und den Arbeitgeber von seinen Fähigkeiten überzeugen.

## Bekämpfung von Marktversagen
Aufgrund von Informationsasymmetrien kann es auf einem Markt immer wieder zu adverser Selektion kommen, weshalb Anbieter und Nachfrager vom Markt verdrängt werden. Somit kommt es zu Marktversagen. Beim Gebrauchtwagenkauf wissen Käufer nicht über den genauen Zustand Bescheid, weshalb sie nicht bereit sind, für ein eventuell qualitativ besseres Auto mehr zu bezahlen als für ein schlechtes. Dadurch werden Anbieter qualitativ guter Autos vom Markt verdrängt.
George A. Akerlof spricht auch von einem „Market for Lemons“, bei dem Autos schlechterer Qualität als Lemons („Montagsautos“) bezeichnet werden und Autos guter Qualität als Plums („Qualitätsautos“). Signaling ist eine Möglichkeit, Marktversagen zu vermeiden, da besser informierte nun die Möglichkeit haben, ein Signal zu senden, das dem Prinzipal Vertrauen und mehr Informationen bringt und so adverse Selektion vermieden werden kann. Jedoch entstehen für Signaling auch Kosten, weshalb es nur zu einer Second-Best-Lösung kommt. Der Nutzen aus dem Signaling muss dabei immer größer sein als die Kosten, sonst besteht weiterhin Marktversagen.

Beispiel: Krankenversicherungsmarkt
Auch auf dem Markt für Krankenversicherungen kommt es aufgrund von Informationsasymmetrien zu adverser Selektion und damit zu Marktversagen. Versicherte sind besser über ihr eigenes Krankheitsrisiko informiert als Versicherer, weshalb Versicherungen einen Preis verlangen müssten, der gesunden Patienten zu teuer wäre. Diese würden dadurch gegebenenfalls aus dem Versicherungsmarkt ausscheiden oder sich privat versichern. Eine mögliche Lösung für Gesundheitsbewusste wäre, Signaling zu betreiben und zum Beispiel ihre Krankenakte darzulegen.
Allerdings führen private Krankenversicherungen zu keiner optimalen Risikoallokation. Einem Schwerverletzten würde sicherlich nicht die Behandlung verwehrt werden, hätte er kein Geld dafür. Für ärmere Haushalte besteht daher kein Anreiz, eine private Krankenversicherung abzuschließen. Dieses sogenannte Trittbrettfahrerverhalten führt dazu, dass sich immer weniger versichern. Dadurch steigen die Steuern zur Finanzierung der Sozialleistungen, weshalb sich wiederum weniger versichern und sich mehr Menschen darauf verlassen, kostenlos behandelt zu werden. Die Lösung bietet daher eine für alle verbindliche gesetzliche Krankenversicherung, die für jedermann Pflicht ist. Diese behebt sowohl das Problem der adversen Selektion als auch das Problem des Trittbrettfahrerverhaltens.

## Finanzierungstheorie
Signaling (meist signalling) bezeichnet in der neoinstitionalistischen Finanzierungstheorie eine zielbezogene Informationsbekanntgabe und -übermittlung, um die Finanzierungskonditionen der Kapitalnehmer zu verbessern. Dies setzt sowohl die Eindeutigkeit als auch die Glaubwürdigkeit der Signale voraus. Entscheidend für die Glaubwürdigkeit eines Signals ist das Auftreten hoher Kosten im Falle der Übermittlung falscher Information (z. B. Sanktionen durch die Börsenaufsicht).

## Weitere Signale
Signale kann man auf jede Art einer ökonomischen Beziehung anwenden:
- Eine Garantie signalisiert ein Gut mit hoher Qualität.
- Der Lebensstil eines Menschen und die Güter, die er konsumiert, senden Signale über seine Persönlichkeit.
- Kleidung bei der Arbeit kann etwas über die Position aussagen, in der man sich befindet, oder darüber, wie man vor seinen Kunden und Kollegen auftreten möchte.
- Der Konsum von teuren Gütern kann dem Umfeld Auskunft über Wohlstand und Vorlieben eines Menschen geben.
- Bei einem Werbespot kann der Hersteller dem Kunden ein Signal vermitteln, dass er aufgrund der hohen Preise ausgezeichnete Produkte herstellen muss und das Unternehmen Erfolg hat, da es sich sonst diese teure Werbung nicht leisten könnte.[10]
- Labels, die für eine bestimmte Qualität stehen wie zum Beispiel „Stiftung Warentest“ oder „Bio“, können dem Verbraucher auch Hinweise auf eine gute Qualität des Produktes geben.[11]

Insgesamt geht es bei allen Beispielen von Signaling immer darum, Informationsasymmetrien zu vermindern und allen Akteuren mehr Informationen und dadurch mehr Vertrauen geben zu können.